# Sfela
Sfela (griechisch Σφέλα) ist ein halbfester Salzlakenkäse aus Griechenland. Er ist ein Produkt aus Peloponnes, speziell aus dem Bezirk Messenien, und seit 1996 mit geschützter Ursprungsbezeichnung. Oft wird er als „Feta des Feuers“ bezeichnet, da er gekocht wird. Sfela ist ein Käse ohne Rinde mit vielen kleinen Löchern und reift wie Feta in Fässern.
Sfela wird aus roher Schafsmilch oder einer Mischung aus Schafs- und Ziegenmilch hergestellt. Nach der Gerinnung wird die Dickete bei 36 bis 38 °C gekocht und danach zu Laiben geformt. Diese werden in Stücke geschnitten und einer Trockensalzung unterzogen. Aus der Molke, die beim Entwässern anfällt, wird Myzithra hergestellt. Die Käsestücke werden in Fässer gelegt und die Lücken zwischen den Stücken mit geriebenem Myzithra verschlossen, sodann mit Salzlake aufgefüllt und einer Kaltreifung überlassen. Nach mehreren Wochen bei Zimmertemperatur wird die Lake ersetzt und dafür gesorgt, dass etwaig entstehende Zwischenräume immer mit Myzithra verschlossen werden. Die abschließende Reifung bei 4–6 °C dauert bis zu drei Monate. Der Fettgehalt beträgt 40 %, der hohe Salzgehalt ist das typische Merkmal des Sfelas, der bis zu zwei Jahre haltbar ist.